# 馬些路·迪加度
馬些路·迪加度（西班牙語：Marcelo Alejandro Delgado，1973年3月24日—），為一名阿根廷足球前鋒，曾任足球教練。
他曾入選出戰1996年奧運足球賽、1997年美洲盃及1998年世界盃。他共替國家隊上陣18場。

## 榮譽

### 球會
小保加
- 阿根廷甲組聯賽 冠軍: 2000春季、2005春季、2006秋季
- 南美自由盃 冠軍:2000, 2001, 2003
- 洲際盃 冠軍:2000
- 南美俱樂部盃 冠軍:2005
- 南美超級盃 冠軍:2005

### 國家隊
- 奧運足球銀牌：1996